# Attentato alla vecchia ambasciata americana di Saigon
L'attentato alla vecchia ambasciata americana di Saigon fu un attentato terroristico organizzato avvenuto il 30 marzo 1965 durante la guerra del Vietnam.
L'attacco venne organizzato ed attuato dai Viet Cong in risposta allo sbarco dei primi contingenti di soldati statunitensi in Vietnam del Sud l'8 marzo 1965 ed all'inizio della pesante campagna di bombardamenti aerei intrapresa il mese precedente sull'intero territorio del Vietnam del Nord. Provocò la morte di 22 persone ed il ferimento grave di altre 183.

## Storia
Nonostante i moniti da parte dei guerriglieri comunisti a non sbarcare truppe straniere in Viet Nam ed a terminare la campagna di pesanti bombardamenti aerei sul Viet Nam settentrionale, gli Stati Uniti portarono a termine entrambe le operazioni belliche. Il 30 marzo 1965, una potente carica di esplosivo innescata da un timer fece esplodere un'automobile parcheggiata antistante la vecchia ambasciata americana in Saigon, uccidendo sul colpo 19 sudvietnamiti, 1 attendente filippino dell'ambasciata ed un'impiegata ventunenne della medesima, che - in realtà - stava svolgendo un còmpito di spionaggio in qualità di agente della CIA. L'edificio si trovava al n° 39 di Hàm Nghi Boulevard e venne letteralmente sventrato dall'esplosione.

## La morte dell'agente segreto Robbins
Barbara Annette Robbins era un'agente sotto copertura che lavorava per la CIA impiegata come segretaria e dattilografa all'ambasciata statunitense di Saigon al momento dell'attentato. La Robbins venne arruolata dalla CIA al termine dell'università, nell'estate del 1963. Appena dopo che l'autobomba esplose, la Robbins s'affacciò alla finestra del proprio ufficio per constatare l'accaduto e venne presa in mezzo ad una sparatoria tra la polizia sudvietnamita di guardia all'ambasciata ed il guidatore dell'autobomba che stava scappando.
Il feretro della segretaria venne trasportato in aeroplano fino a Denver e l'omelia funebre fu tenuto il 3 aprile 1965. Sia il presidente degli Stati Uniti Lyndon Johnson che il segretario di Stato Dean Rusk inviarono telegrammi alla famiglia, e il dipartimento di Stato iscrisse il nome della segretaria in una targa all'ingresso del suo quartier generale.

## Le conseguenze
Oltre alla dispendiosa decisione di erigere un vero e proprio bunker come sede dell'ambasciata americana in Saigon, l'attentato in questione spinse l'alto comando strategico statunitense ad impegnarsi a fondo nelle "campagne di bonifica" contro i guerriglieri comunisti vietnamiti.
A seguito dell'attacco terroristico venne realizzato un nuovo edificio da utilizzarsi come ambasciata statunitense all'avanguardia dal punto di vista difensivo, la cosiddetta "Ambasciata - Bunker", dal costo di 2,6 milioni di dollari dell'epoca, a sua volta attaccata nel 1968, in occasione dell'Offensiva del Têt, durante il capodanno lunare del calendario vietnamita.